# Masdsched Soleyman

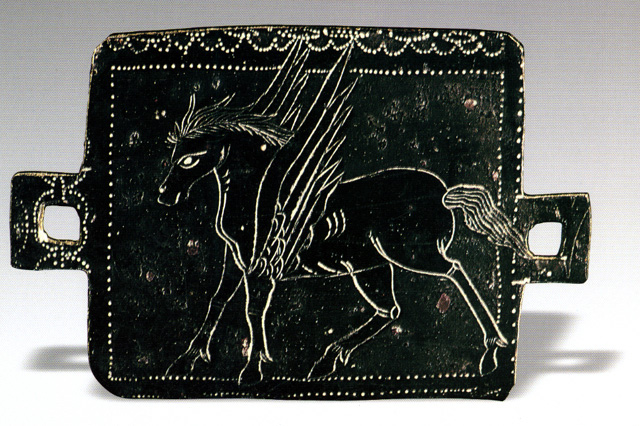
Bronzeplatte aus der Parther-Zeit mit einer Pegasusabbildung. In Masdschid-i Solaiman ausgegraben.

Masdsched Soleyman (persisch مسجد سلیمان, DMG Masǧed-e Soleymān, ‚Moschee des Salomon‘; in englischer Umschrift: Masjid-e Soleiman) ist eine Stadt in der südlichen iranischen Provinz Chuzestan. Hier wurde 1908 zum ersten Mal Erdöl aus dem Nahen und Mittleren Osten gefördert. Die Bevölkerungszahl beträgt über 116.000 (Stand 2012) und besteht zum größten Teil aus Bachtiaren.
Die Stadt entstand, als vor rund 100 Jahren die Anglo-Persian Oil Company in dieser Gegend nach Erdöl suchte. In Naftoon, das heute das Stadtzentrum ist, wurde das erste Erdöl gefördert. Das 100-Jahr-Jubiläum dieses Fundes wurde 2008 gefeiert. In der Stadt und Umgebung befinden sich auch drei große Talsperren: Shahid-Abbaspur-Talsperre (Karun-1), Karun-3 und Masdsched-Soleyman-Talsperre.
Bedingt durch die Erdöl-Förderung und die damit einhergehende Arbeitsaufnahme von meist britischen Fachkräften (die von 1908 bis 1979 andauerte) erlangte die Stadt einen enormen Strukturwandel. So entstanden bereits in den Anfängen des 20. Jahrhunderts Einrichtungen und Institutionen, die für die damalige Zeit nicht nur in Iran, sondern teilweise in der gesamten Region des Nahen und Mittleren Ostens einzigartig waren. Hierzu zählen z. B. der erste kommerzielle Flughafen, die erste Eisenbahnlinie, der erste Golfplatz und das erste Kino des Landes. Aus diesem Grund wird die Stadt Masdsched Soleyman von vielen Iranern als die „Stadt der Erstereignisse“ (شهر اولین ها) bezeichnet.

## Geschichte
In Masdsched Soleyman gibt es einen archäologischen Fundplatz namens Masdschid-i Solaiman. Der Ort liegt ca. 40 km östlich von Schuschtar. Hier stand in seleukidischer und späterer Zeit ein großes Heiligtum auf einer Terrasse.
Die Steinterrasse ist ca. 54 × 91 m groß und hat eine unregelmäßige Form. Im Norden, Süden und Osten gab es Treppen, die auf die Terrasse führten, in deren Mitte der parthische und sassanidische große Tempel stand. Es gab sicherlich einen seleukidischen Vorgängerbau, aus dem zahlreiche hellenistische Reiterfiguren stammen. Nordwestlich dieses Tempels stand ein kleinerer Bau (ca. 8 × 17 m).
Der Fund einer Plakette mit einer Frauenbüste und einem Frauenkopf, das dem Bild der Athene ähnelt, gab Anlass zur Vermutung, dass im großen Tempel die Athene Hippia verehrt wurde. Bei Strabon (XVI.1.18) ist tatsächlich erwähnt, dass die Parther in dieser Gegend ein Athene-Heiligtum zerstörten. In dem kleinen Bau fanden sich die Reste einer Heraklesstatue. Deshalb vermutete Roman Ghirshman, der Ausgräber der Tempelanlage, dass hier dieser Gott verehrt wurde.
Nach der seleukidischen Zeit ist der Bau weiterhin als Heiligtum in Betrieb gewesen. Die Funktion dieser Anlage als Heiligtum erscheint sehr wahrscheinlich, ist jedoch nicht wirklich gesichert.

## Söhne und Töchter der Stadt
- Mehran Karimi Nasseri (1942–2022), politischer Flüchtling
- Bijan Allipour (1949–2023), Manager
- Mohsen Rezai (* 1954),  General und Politiker
- Parvaneh Salahshouri (* 1964), Soziologin und Politikerin
- Behzad Gholampour (* 1966), Torwarttrainer der iranischen Nationalmannschaft